# Иркутный мост (Обход Иркутска)
Ирку́тный мо́ст — автомобильный металлический мост через реку Иркут на трассе «Обход города Иркутска» в районе Пионерска в Шелеховском районе Иркутской области.

## История
Мост строился в рамках «Обхода Иркутска». Его воздвижение началось с годовым опозданием — в январе 2009 года. 25 октября 2010-го были проведены испытания переправы на прочность.
13 ноября 2010 года мост был открыт вместе с «Обходом Иркутска». Стоимость сооружения составляет около 300 млн. рублей.

## Конструкция
Мост имеет две береговые и четыре русловые опоры. В свою очередь они состоят из шести и десяти столбов соответственно. Их глубина составляет до 16 метров. Ширина Иркута в районе переправы — 150 м.
Мост является самым большим инженерным объектом на «Обходе».

### Характеристики
- Общая длина моста — 282,5 м.
- Ширина проезжей части — 11,5 м.
- Полос движения — 2.
- Полос безопасности — 2 по 2 м.
- Технологические тротуары — 2 по 0,75 м.